# Timiderte
 (juin 2009).
Timiderte ou Timidarte (en arabe تيمضرت) est un douar de 1700 habitants situé à 16km d'Agdz, dans la province de Zagora.

## Géographie
Au nord, douar Timiderte est délimité par le Djebel Kissane, en contrebas duquel on trouve l'oued Drâa et une palmeraie où l'on indique une ancienne piste caravanière.
Le village d'environ 2000 habitants est facilement accessible depuis la route.
Le vieux ksar présente un ensemble monumental de grand intérêt, sauvegardé par une association locale. Timiderte maintient aussi une tradition musicale de chants et danses.

## Administration
Après le nouveau découpage administratif, Timidarte fait partie de la province de Zagora, alors qu'auparavant il dépendait de la province de Ouarzazate.

## Économie
L'agriculture et l'artisanat sont les principales activités des villageois.
Pour mieux faire connaitre la région et diversifier leurs ressources, les habitants de Timidarte ont créé une association, Taskala, en vue de promouvoir l'écotourisme solidaire et équitable. En 2020, une association locale a entrepris la restauration du vieux ksar et de son ancienne mosquée.

Bibliographie 
Jamal Khalil, La réinterprétation des modèles culturels et religieux des natifs et des migrants de Timiderte, un village de la vallée du Dra'a. Editions Ladsis, Faculté des Lettres et des Sciences Humaines Aïn Chock Casablanca, 2021. 